# Eugerdella lateralis
Eugerdella lateralis är en kräftdjursart som först beskrevs av Georg Ossian Sars 1899.  Eugerdella lateralis ingår i släktet Eugerdella och familjen Desmosomatidae. Arten är reproducerande i Sverige. Inga underarter finns listade i Catalogue of Life.